# Palm Bay (Floride)
Pour les articles homonymes, voir Palm Bay.
Palm Bay est une ville de Floride, située dans le comté de Brevard. Lors du recensement de 2010, sa population s’élevait à 103 190 habitants. Palm Bay est la ville principale de l'aire urbaine de Palm Bay-Melbourne-Titusville qui comptait 543 378 habitants en 2010.

## Géographie
Selon le bureau du recensement des États-Unis, Palm Bay a une superficie totale de 178,3 km2, dont 170,2 km2 de terre et 8,1 km2 d'eau (4,56 %).

### Climat
| Mois                              | jan. | fév. | mars | avril | mai   | juin  | jui.  | août  | sep.  | oct.  | nov. | déc. | année   |
| --------------------------------- | ---- | ---- | ---- | ----- | ----- | ----- | ----- | ----- | ----- | ----- | ---- | ---- | ------- |
| Température minimale moyenne (°C) | 10   | 11   | 13   | 16    | 19    | 22    | 22    | 23    | 22    | 19    | 16   | 12   | 17,1    |
| Température maximale moyenne (°C) | 22   | 23   | 25   | 27    | 29    | 32    | 33    | 32    | 31    | 28    | 26   | 23   | 27,6    |
| Précipitations (mm)               | 63   | 63,2 | 74,2 | 52,8  | 100,1 | 148,1 | 136,7 | 146,8 | 182,9 | 120,9 | 79,2 | 58,7 | 1 226,6 |

| Diagramme climatique                                  |          |          |          |           |           |           |           |           |           |          |          |
| J                                                     | F        | M        | A        | M         | J         | J         | A         | S         | O         | N        | D        |
| 221063                                                | 231163,2 | 251374,2 | 271652,8 | 2919100,1 | 3222148,1 | 3322136,7 | 3223146,8 | 3122182,9 | 2819120,9 | 261679,2 | 231258,7 |
| Moyennes : • Temp. maxi et mini °C • Précipitation mm |          |          |          |           |           |           |           |           |           |          |          |

## Économie
Le magazine Forbes a classé Palm Bay comme étant la 11e ville la plus innovante des États-Unis en 2010.

## Démographie
| Groupe            | Palm Bay | Floride | États-Unis |
| ----------------- | -------- | ------- | ---------- |
| Blancs            | 72,9     | 75,0    | 72,4       |
| Afro-Américains   | 17,9     | 16,0    | 12,6       |
| Métis             | 3,6      | 2,5     | 2,9        |
| Autres            | 3,3      | 3,6     | 6,4        |
| Asiatiques        | 1,8      | 2,4     | 4,8        |
| Amérindiens       | 0,5      | 0,4     | 0,9        |
| Total             | 100      | 100     | 100        |
|                   |          |         |            |
| Latino-Américains | 14,1     | 22,5    | 17,37      |

Selon l'American Community Survey, pour la période 2011-2015, 86,86 % de la population âgée de plus de 5 ans déclare parler l'anglais à la maison, 9,26 % déclare parler l'espagnol, 1,02 % le créole français, 0,67 le français et 2,20 % une autre langue.
| 1960  | 1970  | 1980   | 1990   | 2000   | 2010    |
| ----- | ----- | ------ | ------ | ------ | ------- |
| 2 808 | 7 176 | 18 560 | 62 632 | 79 413 | 103 190 |